# پونتینیا
پونتینیا (به ایتالیایی: Pontinia) یک کومونه در ایتالیا است که در استان لاتینا واقع شده‌است.

## خصوصیات
پونتینیا ۱۱۲٫۲ کیلومترمربع مساحت و ۱۴٬۰۲۸ نفر جمعیت دارد و ۴ متر بالاتر از سطح دریا واقع شده‌است.